# Атамановский, Пётр Ефимович
Пётр Ефи́мович Атамано́вский (1899 — 30 января 1945) — участник Великой Отечественной войны, командир пулемётного расчёта 276-го стрелкового полка 77-й стрелковой дивизии 51-й армии 1-го Прибалтийского фронта, старший сержант. Герой Советского Союза (24.03.1945).

## Биография
Родился в 1899 году в городе Черкассы на Украине. Украинец. Работал в совхозе «Красный партизан» Глобинского района Полтавской области. Затем переехал в Горьковскую (ныне Нижегородскую) область.
Призван в Красную армию Городецким РВК Горьковской области в мае 1942 года. В действующей армии с июня 1942 года. Направлен Атамановский в 77-ю стрелковую дивизию.
В её составе в августе-сентябре 1942 года он участвовал в обороне города Новороссийска. До осени 1943 года Атамановский сражался за этот город-герой, который был освобождён 16 сентября 1943 года. Затем Атамановский был одним из тех, кто гнал неприятеля с Таманского полуострова.
В начале апреля 1944 года 77-я дивизия вошла в состав 51-й армии и сосредоточилась на Сивашском плацдарме. Отсюда 8 апреля 1944 года командир пулемётного расчёта Атамановский вместе со своим подразделением пошёл в наступление по освобождению Крыма. 13 апреля 1944 года он вёл огонь из своего пулемёта на улицах Симферополя.
7 мая 1944 года Атамановский участвовал в героическом штурме Сапун-горы, прикрывавшей Севастополь. На её склонах он был тяжело ранен и лечился в госпитале в освобождённом городе Севастополе.
В сентябре 1944 года Атамановский «догнал» свою родную дивизию, которая в составе 51-й армии переместилась из Крыма в Прибалтику и вела бои на территории Литвы и Латвии. Вскоре на Курляндском полуострове была прижата к морю большая немецкая группировка, которая упорно сопротивлялась. Её руководство надеялось на деблокаду извне или, в крайнем случае, помышляло пробиться на юг самим.
В конце января 1945 года немцы предприняли отчаянные попытки вырваться из «мешка». 77-я стрелковая дивизия сдерживала натиск гитлеровцев в междуречье Вартавы и Бирксталы на рубеже хутор Сисени — высота 42,9 — полумыза Приэдниэки ― хутор Силыни. 30 января 1945 года 276-й стрелковый полк начал наступление в направлении хутора Силыни. Пулемётный расчёт старшего сержанта Атамановского в условиях сильно пересечённой местности шквальным огнём неоднократно прокладывал путь пехоты вглубь глубоко эшелонированной обороны противника. Однако на подступах к хутору противник сильным артиллерийско-миномётным огнём остановил дальнейшее продвижение полка, а затем крупными силами перешел в контратаку.
Пулемётный расчёт Атамановского, выдвинувшийся вперед боевых порядков полка, оказался в окружении. Сражаясь до последнего патрона, пулемётчики уничтожили до 2-х рот вражеских солдат и офицеров и подавили огонь 7-и пулемётных точек. Когда закончились патроны, Атамановский поднял расчёт в рукопашную. В неравной схватке советские бойцы погибли. Тяжело раненый старший сержант Атамановский гранатой взорвал себя и окруживших его фашистов, предпочтя смерть плену.
Указом Президиума Верховного Совета СССР от 24 марта 1945 года за образцовое выполнение боевых заданий командования на фронте борьбы с немецко-фашистскими захватчиками и проявленные при этом отвагу и геройство старшему сержанту Петру Ефимовичу Атамановскому было посмертно присвоено звание Героя Советского Союза.

## Награды
- Медаль «Золотая Звезда» Героя Советского Союза (24.03.1945)
- Орден Ленина (24.03.1945)
- Орден Славы 3-й степени (26.10.1944)
- Медаль «За отвагу» (27.01.1945)

## Память
- Похоронен Герой на воинском кладбище в городе Скуодас в Литве.
- В доме в городе Черкассы, где родился Герой, установлена мемориальная доска.
- Имя Героя носят улица в городе Черкассы и средняя школа города Екатеринбурга. Имя П.Е. Атамановского в 1963 - 1991 г.г. носила пионерская дружина школы № 87 г. Свердловска (ныне Екатеринбург). Сама же школа имя Героя не носила.
- Приказом Министра обороны СССР П. Е. Атамановский навечно зачислен в списки личного состава воинской части.